# Sverker Sörlin
Ulf Sverker Sörlin, född 6 augusti 1956 i Åsele i Lappland, är en svensk idéhistoriker, professor i miljöhistoria och författare.

## Biografi
Sörlin disputerade 1988 i idéhistoria vid Umeå universitet med avhandlingen Framtidslandet: Debatten om Norrland och naturresurserna under det industriella genombrottet. Han har skrivit flera arbeten inom vetenskaps-, miljö- och skogshistoria, humanekologi, europeisk historia, forskningspolitik, innovationsstudier samt den högre utbildningens historia och politik. Hans författarskap omfattar även essäistik, populärvetenskap, samhällsdebatt samt kulturkritik, främst i Dagens Nyheter. 
Sörlin blev professor vid Umeå universitet 1993. Sedan 2007 är han professor vid Avdelningen för historiska studier av teknik, vetenskap och miljö på Kungliga Tekniska högskolan (KTH) i Stockholm. Han var tidigare bland annat biträdande föreståndare för Centrum för vetenskapshistoria vid Kungliga Vetenskapsakademien (1988–1990), prefekt vid Institutionen för idéhistoria, Umeå universitet (1995–1998), direktör för Swedish Institute for Studies in Education and Research, SISTER (2000–2003), gästforskare vid University of California at Berkeley (1993) och vid University of Cambridge (2004–2005) samt gästprofessor vid Universitetet i Oslo (2006). Läsåret 2013-2014 gästade han School of Social Science, Institute for Advanced Study (IAS), Princeton, New Jersey. Sörlin är också Non-resident Long-term Fellow for Programmes on Environmental Humanities vid Swedish Collegium for Advanced Study.
Sörlin invaldes 1993 i Kungliga Skytteanska Samfundet, 1999 i Kungliga Ingenjörsvetenskapsakademien och 2016 i Kungliga Skogs- och Lantbruksakademien. År 2023 valdes Sörlin även in som korresponderande ledamot i den danska vetenskapsakademin, Det Kongelige Danske Videnskabernes Selskab. År 2000 var Sörlin en av grundarna av stiftelsen Måltidsakademien. Åren 2006–2009 var han ordförande i den svenska kommittén för det Internationella Polaråret. Sörlin är även verksam inom rådgivning och utredning inom forskningspolitik och miljöpolitik och har sedan 1994 återkommande varit ledamot i regeringens forskningsberedning. Han har bland annat framfört kritik mot Studieförbundet Näringsliv och Samhälle (SNS) och mot New Public Management, NPM, på DN Debatt, samt mot begreppet ekosystemtjänster i tidskriften Ecological Economics.
År 2006 framlade han en av regeringen via Leif Pagrotsky beställd rapport om de svenska forskningsinstituten med titeln En ny institutssektor, som ledde till att statens då fyra skilda forskningsinstitut gradvis slogs samman till forskningsinstitutet Rise. I rapporten skriver han (sid 65):
Den lösning som ter sig mest fördelaktig är att skapa en koncern som helägs av staten på koncernnivå. I denna koncern bör så mycket som möjligt av den statliga institutssektorn samlas, förutsatt att verksamheten har en övervägande industriell, näringspolitisk eller teknikvetenskaplig profil.
År 2007 beslutade regeringen om en handlingsplan för att genomföra Sörlins förslag.
Sörlin är en ledande röst inom miljöns humaniora, på engelska environmental humanities. Han är en av grundarna av KTH Environmental Humanities Labratory (EHL) och även en av författarna bakom en uppmärksammad artikel i Nature om planetens gränser. 2012 tilldelades han Lars Salvius-priset för bidrag till ökad förståelse för miljö- och klimatfrågor samt humanioras roll i samhället.
Han var 2018–2022 ledamot av det oberoende expertorganet Klimatpolitiska rådet. Även 2022 var Sörlin sommarvärd i Sommar i P1 där han bland annat talade om visionen av det fossilfria välfärdslandet Sverige.
Sedan 2020 är han ledamot av styrelsen för Riksbankens Jubileumsfond, utsedd av Sveriges Riksdag, och sedan samma år av den svenska biståndsmyndigheten Sida, utnämnd av regeringen.
Sörlin utsågs våren 2023 till ledamot i Umeå universitets styrelse för perioden 1 maj 2023 – 30 september 2024. Mandatperioden har sedan förlängts till 2028.
I december 2023 var han vintervärd i SR P1, ett program vars teman i många avseenden följs upp och fördjupas i boken Snö – en historia som utkom i oktober 2024.  

### Familj
Sverker Sörlin är son till folkskolläraren Lars Sörlin och specialläraren Gudrun Sörlin, född Lenntoft, samt sonson till förstakammarledamoten Thore Sörlin.